# Betablocker
Betablocker oder Betarezeptorenblocker, auch β-Blocker oder Beta-Adrenozeptor-Antagonisten, sind eine Reihe ähnlich wirkender Arzneistoffe, die sich im Körper mit β-Adrenozeptoren verbinden, diese blockieren und so die Wirkung des „Stresshormons“ Adrenalin und des Neurotransmitters Noradrenalin (kompetitiv) hemmen. Die wichtigsten Wirkungen von Betablockern sind die Senkung der Ruheherzfrequenz und damit des (arteriellen) Blutdrucks, weshalb sie bei der medikamentösen Therapie vieler Krankheiten, insbesondere von Bluthochdruck und Koronarer Herzkrankheit sowie Herzschwäche und tachykarden Herzrhythmusstörungen, eingesetzt werden. Betablocker können nach verschiedenen Kriterien klassifiziert werden. Die wichtigsten sind Selektivität, ZNS-Wirkung und Halbwertszeit.
Wegen der gut belegten Wirksamkeit und der großen Verbreitung der Krankheiten, bei denen Betablocker eingesetzt werden, zählen sie zu den am häufigsten verschriebenen Arzneimitteln: 2017 wurden in Deutschland 2,19 Milliarden definierte Tagesdosen (DDD) Betablocker verschrieben. Der bekannteste und am meisten verschriebene Wirkstoff ist Metoprolol (für das Jahr 2017: 863,7 Millionen DDD; ohne Berücksichtigung von Kombinationspräparaten).
In manchen Sportarten ist die Einnahme von β-Blockern ohne medizinische Indikation nicht erlaubt; sie stehen in Disziplinen, die eine hohe Konzentration und präzise Bewegungen erfordern, als leistungssteigernde Substanzen auf der Dopingliste.

## Geschichte
Eine die Seitenkettentheorie Paul Ehrlichs weiterentwickelnde Hypothese der Existenz inhibierender und stimulierender Rezeptoren im sympathischen Nervensystem formulierte bereits 1905 John N. Langley. Die Richtigkeit dieser Hypothese wurde 1906 durch George Barger und Henry H. Dale experimentell nachgewiesen. Ein dann 1948 ausgearbeitetes Konzept von Raymond P. Ahlquist zur Untergliederung der Adrenozeptoren in alpha- und beta-adrenerge Sympathikusrezeptoren wurde über 10 Jahre nicht anerkannt. Doch im Jahr 1958 knüpften C.E. Powell und Slater an diese These an, da sie den damaligen Marktführer Isoprenalin ablösen wollten. Dabei versuchten sie einen lang und spezifisch wirkenden Bronchodilatator zu entwickeln, wodurch das Dichlorisoprenalin (DCI) ausgehend von Isoprenalin entwickelt wurde. Dies war das erste Substrat, das eine spezifische Blockade von β-Rezeptoren aufzeigte. Das eigentliche Potential von DCI erkannte jedoch erst James Whyte Black, der auf der Suche nach einem Arzneimittel zur Behandlung der Angina Pectoris 1962 als weiteren Prototyp Pronethalol als ersten β-Adrenorezeptorblocker auf den Markt brachte. Dieses erwies sich allerdings durch Tierstudien als kanzerogen wirksam. Aus diesem Grund wurde es im Jahr 1964 durch Propranolol ersetzt. Nachfolger waren 1966 Alprenolol von Astra AB und Oxprenolol von der Ciba AG.
1967 entwarf Lands das Konzept der β1- und β2-Rezeptoren. Er teilte die von Ahlquist definierte β-Rezeptorenpopulation in zwei getrennte Gruppen mit unterschiedlichen Wirkungen auf: Die β1-Rezeptoren seien kardiospezifisch, die β2-Rezeptoren bronchospezifisch. Diese Hypothese konnte er durch Experimente mit Practolol und Salbutamol wenig später auch beweisen. Nun war man auf der Suche nach Substanzen, die kein Herzversagen als unerwünschte Arzneimittelwirkung aufwiesen. Man wollte keine Substrate mit nur einer β1-blockierenden Wirkung, sondern dualistisch wirkende (sog. partielle Agonisten).
In den späten 1960er Jahren entdeckte man neben Practolol noch Sotalol und Pindolol; 1973 wurde Timolol auf den Markt gebracht. In Deutschland wurden außerdem als β-Blocker Metoprolol (Beloc, 1976), Tertatolol (Prenalex, 1991) und Carvedilol (Dilatrend, 1992) zugelassen und eingeführt. Die extrem kurzwirksamen Betablocker Esmolol (Brevibloc) und Landiolol (Rapibloc) wurden 1991, bzw. 2017 zugelassen.
Neben der Entwicklung zur Selektivität für die speziellen Rezeptortypen spielen auch die Halbwertszeit sowie die Wirkdauer eines Betablockers eine immer größere Rolle. Während bei chronischen Patienten eine lange Wirkdauer in der Regel die Compliance erhöht, kann bei akuten und intensivmedizinischen Einsätzen eine möglichst kurze Wirkdauer von Vorteil sein. Die kurzwirksamsten Wirkstoffe derzeit sind die intravenösen Betablocker Esmolol und Landiolol.

## Wirkstoffe, chemischer Aufbau und Einteilung

Einige β_{1}-selektive Betablocker (ohne Angabe der Stereochemie)

Einige nicht-selektive Betablocker (ohne Angabe der Stereochemie)

Strukturell sind Betablocker Phenolether von vicinalen Diolen.
Für die Wirksamkeit von Betablockern entscheidend sind die Subtypen β1 und β2 des β-Adrenozeptors. Die verschiedenen Wirkstoffe unterscheiden sich in der Affinität für diese Rezeptoren. Der erste Betablocker, Propranolol, wurde in den 1960er Jahren entwickelt. Dieser wirkt ungefähr gleich stark auf beide Typen des Rezeptors und wird daher als nichtselektiver Betablocker bezeichnet. In der Folge wurden selektivere Betablocker entwickelt, da vor allem die Blockade des β1-Adrenozeptors erwünscht ist. Ein Wirkstoff, der ausschließlich den β1-Adrenozeptor blockiert, ist nicht verfügbar. Wirkstoffe wie Metoprolol oder in noch ausgeprägterer Form Bisoprolol wirken aber stärker auf den β1-Subtyp und werden deshalb als selektive oder auch kardioselektive Betablocker bezeichnet.
Im Gegensatz zu Alphablockern haben Betablocker große strukturelle Ähnlichkeit zu β-Sympathomimetika. Deshalb haben manche der Betablocker eine geringfügige erregende (agonistische) Wirkung auf Beta-Rezeptoren. Diese Eigenschaft wird als intrinsische sympathomimetische Aktivität (ISA) oder partielle agonistische Aktivität (PAA) bezeichnet und ist meist unerwünscht.
Des Weiteren werden membranstabilisierende, nicht kompetitiv hemmende Betablocker abgegrenzt, deren Hemmwirkung als chinidin- oder lokalanästhetikumartig bezeichnet wird und sich in einem verzögerten Anstieg des Aktionspotentials zeigt. Hierzu gehören Propranolol, Alprenolol und Acebutolol.
Einige neuere Betablocker haben zusätzliche gefäßerweiternde (vasodilatierende) Eigenschaften: Carvedilol bewirkt eine Blockade des α1-Adrenozeptors, Nebivolol eine Stickstoffmonoxid-Freisetzung und Celiprolol hat eine aktivierende Wirkung am β2-Adrenozeptor.
Der Bedeutung der Enantiomerenreinheit der synthetisch hergestellten Wirkstoffe wird zunehmend Beachtung eingeräumt, denn die beiden Enantiomeren eines chiralen Arzneistoffes zeigen fast immer eine unterschiedliche Pharmakologie und Pharmakokinetik. In einer Übersicht wurden die stereospezifischen Wirkungen der Enantiomeren zahlreicher Betablocker beschrieben. Aus Unkenntnis der stereochemischen Zusammenhänge wurden derartige Unterschiede oft ignoriert. Arzneimittel enthalten Arzneistoffe häufig als Racemat (1:1-Gemisch der Enantiomere), wobei aus grundsätzlichen Überlegungen die Verwendung des besser bzw. nebenwirkungsärmer wirksamen Enantiomers zu bevorzugen wäre. Im Fall der β-Blocker ist deren pharmakologische Aktivität in der Regel praktisch vollständig auf das (S)-Enantiomer zurückzuführen, das 10 bis 500 Mal aktiver als das Distomer, also (R)-Enantiomer, ist. Timolol, Penbutolol, Levobunolol und Landiolol werden als enantiomerenreine (S)-konfigurierte Arzneistoffe vermarktet, die meisten anderen β-Blocker werden als Racemate eingesetzt.
Die internationalen Freinamen der einzelnen Betablocker enden auf -olol.

## Vergleichstabelle
(Auswahl)
| Name        | ISA  | Selektivität | ZNS-Wirkung | ⌀ HWZ in h      |
| ----------- | ---- | ------------ | ----------- | --------------- |
| Acebutolol  | ja   | β1           |             |                 |
| Alprenolol  | ja   |              | hoch        | 4               |
| Atenolol    | nein | β1           | niedrig     | 6               |
| Betaxolol   | nein | β1           | mäßig       | 18              |
| Bisoprolol  | nein | β1           | mäßig       | 11              |
| Bupranolol  | nein |              |             |                 |
| Carteolol   | ja   | β1, β2       |             |                 |
| Carvedilol  | nein | β1, β2, α1   | mäßig       | 8               |
| Celiprolol  | ja   |              |             |                 |
| Esmolol     | nein | β1           |             |                 |
| Labetalol   |      | β1, β2, α1   |             | 4               |
| Landiolol   |      | β1, β2       |             |                 |
| Metoprolol  | nein | β1           | hoch        | 3,5             |
| Nadolol     | nein | β1, β2       | niedrig     | 20              |
| Nebivolol   | nein | β1           | mäßig       | 18              |
| Oxprenolol  | ja   | β1, β2       |             |                 |
| Pindolol    | ja   | β1, β2       | hoch        |                 |
| Practolol   | ja   | β1           |             |                 |
| Propranolol | nein | β1, β2       | hoch        | 4,5, retard. 18 |
| Sotalol     | nein | β1, β2       | niedrig     | 12              |
| Timolol     | nein | β1, β2       |             |                 |

ISA: intrinsische sympathomimetische Aktivität,
HWZ: Halbwertszeit

## Wirkmechanismus
Betablocker hemmen die aktivierende Wirkung von Adrenalin und Noradrenalin auf die β-Adrenozeptoren, wodurch der stimulierende Effekt des Sympathikus auf die Zielorgane, vornehmlich das Herz, gedämpft wird. Die Wirkungen auf andere Organsysteme zeigen sich als gegengerichtet zu den Wirkungen von Adrenalin.
Zwei Typen von β-Adrenozeptoren spielen dabei eine Rolle: In der klassischen Einteilung stimuliert der β1-Adrenozeptoren vor allem die Herzleistung (Herzkraft und -Frequenz) und den Blutdruck und der β2-Adrenozeptoren die glatten Muskeln der Bronchien, der Gebärmutter sowie der Blutgefäße. Eine Blockierung der β2-Adrenozeptoren wirkt daher kontrahierend auf die glatte Muskulatur. So erhöht sich unter anderem auch der Tonus der Bronchialmuskulatur, was zu deren Verkrampfung führen kann. Das Asthma bronchiale stellt im Gegensatz zur COPD eine Kontraindikation für eine Therapie mit β2-wirksamen Betablockern dar.
Auch wenn der vorherrschende kardiale β1-Subtyp (70 % bis 80 % Anteil an den β-Adrenorezeptoren) ein starker Stimulus für die Herzfunktion ist, stimuliert auch der β2-Adrenozeptoren ebenfalls die Herzkraft und -Frequenz. So kann eine besonders hohe Selektivität für nur einen Rezeptorsubtyp einen Teil der Kontraktilität des Herzens erhalten.
Der β1-Adrenozeptor findet sich auch in der Niere, wo er die Ausschüttung des blutdrucksteigernden Enzyms Renin steuert. Wahrscheinlich ist das der Hauptgrund für die langfristige Wirksamkeit der Betablocker bei der Senkung des Blutdrucks. Hier sind die COPD so wie ein Asthma bronchiale mittlerweile keine Kontraindikationen mehr, da immer der Nettonutzen zu berücksichtigen ist.

## Indikationen

### Bluthochdruck
Bei der medikamentösen Therapie von arterieller Hypertonie werden Betablocker meist in Kombination mit anderen Antihypertensiva angewendet. Die Einstufung als ein Medikament der ersten Wahl wurde durch Studien in Frage gestellt. Nach den Leitlinien der Hypertoniebehandlung von 2008 gehören sie weiterhin zu den Medikamenten der ersten Wahl, da sie insbesondere bei Patienten mit koronarer Herzkrankheit und bei Herzinsuffizienz günstige Effekte haben. Nachteilig wirken sie sich jedoch aus auf das Risiko einer Gewichtszunahme, den Lipid- und den Glukosestoffwechsel. „Betablocker sollten daher vermieden werden bei Patienten mit metabolischem Syndrom oder seinen Komponenten, wie Bauchfettleibigkeit, hochnormalen oder erhöhten Plasmaglucosespiegeln und pathologischer Glucosetoleranz“ (Zitat Leitlinie).
Die Wirksamkeit von Betablockern zur Senkung des Blutdrucks ist zwar unbestritten, wie genau diese Senkung aber erreicht wird, ist nicht vollständig geklärt. Wahrscheinlich handelt es sich um eine Kombination von Wirkungen. So wird zu Beginn der Behandlung durch Minderung der Herzleistung eine Blutdrucksenkung erreicht. Langfristig spielen aber wohl auch die Hemmung der Sympathikusaktivität und die (damit über die β1-Wirkung am juxtaglomerulären Apparat der Niere vermittelte) Verminderung der Freisetzung von Renin eine Rolle.

### Koronare Herzkrankheit und Herzinfarkt
Durch die Betablocker wird eine Senkung der Herzfrequenz und damit längere Diastole bewirkt, was zu einer besseren Durchblutung der Herzkranzgefäße, welche nur während dieser Phase durchblutet werden, führt. Bei gleichbleibender physikalischer Herzleistung wird damit auch die Effizienz gesteigert und somit der Sauerstoffbedarf des Herzens gesenkt. Betablocker sind daher die wichtigsten Medikamente bei stabiler Angina Pectoris und werden – mit demselben Ziel – auch nach einem Herzinfarkt eingesetzt. Für beide Indikationen ist eine lebensverlängernde Wirkung von Betablockern eindeutig belegt.

### Herzinsuffizienz
Auch bei stabiler, chronischer Herzinsuffizienz belegen Studien eine Prognoseverbesserung durch Anwendung von Betablockern ab dem Stadium NYHA-II, bei Hypertonie und nach Herzinfarkt auch im Stadium NYHA-I. Hier steht die Minderung des Sympathikuseinflusses auf das Herz und die Ökonomisierung der Herzarbeit im Vordergrund, wobei der genaue Wirkmechanismus noch nicht geklärt ist. Wichtig ist bei der Behandlung der Herzinsuffizienz mit Betablockern, die Behandlung einschleichend zu gestalten, also mit niedrigen Dosen zu beginnen und die Dosis langsam zu steigern. Zugelassen zur Behandlung der Herzinsuffizienz sind die Betablocker Bisoprolol, Carvedilol, Metoprolol und Nebivolol.

### Herzrhythmusstörungen
Zur Behandlung tachykarder Herzrhythmusstörungen stehen verschiedene Klassen von Antiarrhythmika zur Verfügung. Betablocker werden daher auch als „Klasse II Antiarrhythmika“ bezeichnet. Im Gegensatz zu vielen anderen Antiarrhythmika ist die lebensverlängernde Wirkung der Betablocker nachgewiesen, sodass sie zu den wichtigsten Medikamenten der antiarrhythmischen Therapie gehören. Für die Wirksamkeit der Betablocker spielt ihre erregungshemmende Wirkung am Herzen die entscheidende Rolle.

### Angststörungen und Lampenfieber
Betablocker wie Propranolol werden ferner off label gegen die physischen Erscheinungen (z. B. Zittern), wie sie bei Angststörungen oder Lampenfieber auftreten, eingesetzt. Allerdings gibt es hier im direkten Gegensatz zu Benzodiazepinen oder Neuroleptika keinerlei psychische Remission, und positive Effekte sind nicht bei jedem Patienten wahrnehmbar. Auch kann der Einsatz von Betablockern aufgrund der Noradrenalinhemmung zu einer Verschlechterung des psychischen Zustands führen.

### Benzodiazepin- und Alkoholentzug
Als unterstützende medikamentöse Therapie, können Betablocker auch bei Entzugssyndrom- und Alkoholentzug angewendet werden, wobei hier ebenfalls die Noradrenalinmodulation zu einer physischen Remission führen kann.

### Weitere Indikationen
Weitere Indikationen für Betablocker sind bzw. können sein:
- Schilddrüsenüberfunktion
- Tremor
- Glaukom
- Migräne
- Phäochromozytom
- Portale Hypertension
- Prävention von Ösophagusvarizenblutungen
- Hämangiom
- Dumping-Syndrom
- Ehlers-Danlos-Syndrom

## Compliance
Wichtig für die Wirksamkeit der Betablocker ist – wie bei anderen regelmäßig einzunehmenden Medikamenten – die Einnahmetreue (Compliance):
Bei einer Analyse der Compliance von etwa 31.500 Patienten, die einen Herzinfarkt mindestens 15 Monate überlebt hatten und denen unter anderem auch Betablocker verschrieben worden waren, wurde festgestellt, dass eine schlechte Einnahmetreue die Lebenserwartung senkt. Die Compliance wurde als gut beurteilt, wenn die Patienten mindestens 80 % der verordneten Medikamente einlösten, als mäßig, wenn sie 40–79 % einlösten. Die Mortalität der Patienten mit „mäßiger“ war im Vergleich zu denen mit „guter“ Compliance um 1 % (innerhalb von einem Jahr) bzw. 13 % (zwei Jahre) erhöht.

## Kontraindikationen
Wichtige relative und absolute Kontraindikationen, die grundsätzlich für alle Betablocker gelten, sind:
- Asthma bronchiale
- Vorbestehende Bradykardie mit einer Herzfrequenz unter 50/min
- AV-Überleitungsstörungen
- akute Herzinsuffizienz
- gleichzeitige Einnahme von Kalziumkanalblockern vom Verapamil- oder Diltiazem-Typ (Verstärkung der Kardiodepression)

keine Kontraindikationen
- bei der COPD können Beta-Blocker gegeben werden, gemäß Registerdaten verringern sie nach Myokardinfarkt die Sterblichkeit (BMJ 2013;347:f6650)
- auf Grund der Selektivität von Landiolol ist der Wirkstoff nicht bei Asthma bronchiale, sondern nur bei akutem Asthmaanfall kontraindiziert
- bei der PAVK sind Betablocker gemäß der aktuellen Leitlinie (Deutsche Gesellschaft für Angiologie) nicht mehr kontraindiziert[31]

## Nebenwirkungen
In der Regel sind Betablocker auch bei längerer Einnahme gut verträglich. Die bekannten Nebenwirkungen sind nach Absetzen des Medikaments oder Anpassung der Dosierung meist reversibel. Die wichtigsten Nebenwirkungen, die grundsätzlich für alle Betablocker gelten, sind:
- Bradykardie (zu langsamer Puls)
- Herzinsuffizienz, Pleuraerguss[32]
- Asthmaanfälle
- Überleitungsstörungen am Herzen
- Verzögerte Symptome bei Hypoglykämie
- Müdigkeit, depressive Verstimmungen, Erektionsstörungen
- Verstärkung peripherer Durchblutungsstörungen
- Auslösen bzw. Verstärkung der Symptome von Schuppenflechte